# Showcase Cinemas
Showcase Cinemas - сеть кинотеатров, принадлежащая и управляемая National Amusements . Сеть управляет более чем 950 экранами для кинопроката и внутренних инсталляций,  32 театральными площадками в Соединенных Штатах и рядом других театров по всей Великобритании, Бразилии и Аргентине . В Бразилии Showcase известен как «UCI Cinemas».  

## В Соединенных Штатах
В Соединенных Штатах Showcase Cinemas управляет киноэкранами в Массачусетсе, Нью-Йорке, Коннектикуте, Род-Айленде и Огайо под торговыми марками Showcase SuperLux, Cinema de Lux, Showcase Cinemas и Multiplex Cinemas. В нескольких новых и недавно отремонтированных театрах внутри есть столовая, плюшевые кожаные сиденья и многое другое. Объекты Showcase Cinemas за пределами театра включают рестораны, коктейль-бары, фуд-корты и концессионные стенды. Все места для инвалидов доступны и предлагают вспомогательные устройства для слуха и зрения. 

## В мире
За пределами Соединенных Штатов, Showcase Cinemas управляет кинотеатрами в Великобритании, Бразилии и Аргентине.  

## Театральные особенности
Во многих кинотеатрах в Соединенных Штатах используется программа кинопремии Starpass, где клиенты получают баллы за покупки, которые затем можно потратить в кинотеатре. 
В 2008 году компания Showcase Cinemas открыла свою торговую марку «Cinema de Lux», которая предоставляла клиентам возможность выбора блюд в театре, а также полный бар с доставкой сидений. Три из этих кинотеатров были открыты в Соединенном Королевстве и на всей территории Соединенных Штатов, в том числе Showcase Superlux в Честнат-Хилл, штат Массачусетс. 
Многие театры сдаются в аренду для встреч, продаж, презентаций продуктов и частных мероприятий. 

## Признание и награды
Интегрированная сеть цифровых вывесок для бренда Showcase Cinema de Lux была удостоена награды «AV Signage Project of 2008». Это цифровая подпись была создана в партнерстве с Beaver Group. 

## Внешние ссылки
- Showcase Cinemas US
- Showcase Cinemas UK
- Showcase Argentin